# Mathias Møller Nielsen
|  | Denne artikel eller sektion om sport er forældet eller ikke opdateret. Se artiklens diskussionsside eller historik. |

Mathias Møller Nielsen (født 19. marts 1994) er en dansk cykelrytter, der er udtaget som officiel reserve til OL i London 2012 i 4 km holdforfølgelsesløb. Han blev i 2012 europamester i 4 km holdforfølgelsesløb for juniorer.
Det danske hold kvalificerede sig til OL i forfølgelsesløbet med en syvendeplads ved VM i 2012. Oprindeligt var Casper von Folsach udtaget som reserve til holdet, men da Alex Rasmussen kort før OL fik karantæne, gled Folsach ind på holdet som erstatning, hvorpå Mathias Møller Nielsen blev ny reserve.
Har i sine juniorår (2011 og 2012) kørt for Blue Water Cycling.
Mathias Møller Nielsen skal i sæsonen 2013 kører for Hernings kontinentalhold, Team Blue Water Cycling .